# Templeux-la-Fosse
Templeux-la-Fosse település Franciaországban, Somme megyében. Lakosainak száma 135 fő (2022. január 1.). Templeux-la-Fosse Aizecourt-le-Bas, Aizecourt-le-Haut, Buire-Courcelles, Driencourt, Liéramont, Longavesnes, Moislains, Nurlu és Tincourt-Boucly községekkel határos.

## Népesség
A település népessége az elmúlt években az alábbi módon változott:
| Lakosok száma | 143  | 142  | 148  | 140  | 138  | 136  | 135  | 135  | 135  |
|               | 2013 | 2015 | 2016 | 2017 | 2018 | 2019 | 2020 | 2021 | 2022 |